# Renina

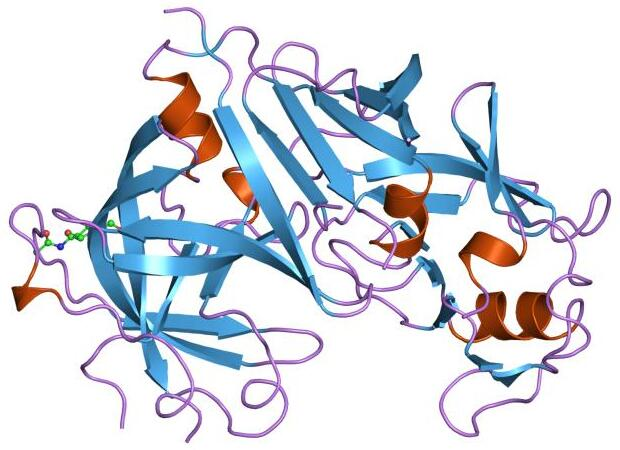
Model wstążkowy cząsteczki reniny

Renina (angiotensynogenaza; EC 3.4.23.15) – proteolityczny enzym i hormon zwierzęcy wytwarzany przez aparat przykłębuszkowy. Jej działanie skutkuje podniesieniem ciśnienia krwi. Renina jest glikoproteiną.

## Fizjologia

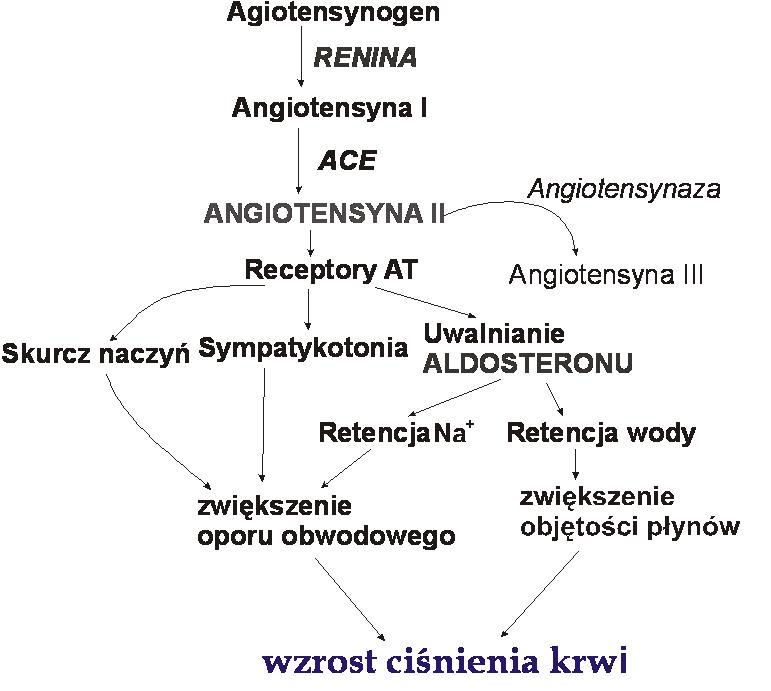
Układ renina–angiotensyna–aldosteron. Rola jaką odgrywa renina w regulacji ciśnienia.

Produkcja reniny odbywa się w komórkach przykłębuszkowych tętniczki doprowadzającej. Bezpośrednim prekursorem reniny jest prorenina powstająca z preproreniny a wszystko to pod wpływem:
- uruchomienia układu β-adrenergicznego
- zmniejszenia ilości sodu docierającego do plamki gęstej
- zmniejszenia ciśnienia perfuzyjnego w naczyniach kłębuszka nerkowego[5]

Wydzielania reniny jest spowodowane pobudzeniem układu współczulnego.
Renina jest elementem układu renina-angiotensyna-aldosteron, w którym katalizuje przemianę angiotensynogenu do angiotensyny I, pełni w nim zatem rolę enzymu. Jednocześnie renina wykazuje aktywność hormonalną, związaną z pobudzeniem receptorów proreninowo-reninowych. Wzrost ekspresji tych receptorów prowadzi do podwyższenia ciśnienia tętniczego, tętna, aldosteronemii oraz wzrostu ekspresji cyklooksygenazy 2 w korze nerek.